# Most u Klepcima
Most u Klepcima (poznat i kao Mustajbegov most) nalazi se u naselju Klepci kod Čapljine. Premošćuje korito rijeke Bregave koja se pola kilometra dalje ulijeva u rijeku Neretvu.
Proglašen je nacionalnim spomenikom Bosne i Hercegovine na sjednici održanoj od 21. do 27. siječnja 2003. godine.

## Povijest
Most je 1517. sagradio hercegovački sandžak-beg Mustafa-beg (Mustaj-beg), a nekih 150 godina kasnije most je obnovljen po nalogu počiteljskog paše Šišman Ibrahima. Malo je poznato da je ovaj most sagrađen po sličnom modelu 50-ak godina prije Starog mosta u Mostaru. S obzirom na to da su na ovom mjestu otkrivene ceste iz ranijeg razdoblja, moguće je na je mjestu današnjega mosta postojao rimski most.

## Arhitektura
Raspon lučnog otvora mosta iznosi 17,52 m (strijela luka iznad najnižeg vodostaja 6,30 m i produžava se oko 1 m ispod površine vode), a lučna konstrukcija izrađena je segmentalno. Podgled svoda izveden je klesanim kamenom, s radijalnim fugama. Čeoni lukovi svoda uvučeni su oko 4 cm u odnosu na čeone zidove, pa je tako širina svoda oko 6,4 m. Vijenac iznad čeonih zidova visk je 17 cm i jednostavne je profilacije, s ogradom-korkalukom visine 88 cm. Istak vijenca iznosi 10 cm u odnosu na ogradu – korkaluk. Debljina istaka je oko 15 cm, a
hodna konstrukcija široka je 3,75 m, sa strmom niveletom. Najviša točka iznosi 7,20 m iznad minimalnog vodostaja, 6,44 m na desnoj i 5,71 m na lijevoj obali rijeke Bregave. Obrađena je u kaldrmi od krupnijeg riječnog oblutka s neujednačenim stubama (u ravnini vijenca na čeonim zidovima).

## Most danas
Zbog dugogodišnje nepažnje i nemara uništeni su dijelovi ograde - korkaluka, vijenci nad čeonim zidovima i kaldrma, a posebno u vremenu između 1957. i 1987. kada su porušeni i dijelovi krilnih zidova. Služba zaštita izvodila je 1952. konzervatorsko-restauratorske radove, kada je izvršena rekonstrukcija kaldrme i zidića, ali uporabom neodgovarajućih građevnih materijala. Naknadni radovi na projektu reguliranja Bregave su devastirali prirodno okruženje mosta, a rekonstrukcija lokalne ceste 1991. djelomično je ugrozila prilaznu rampu, a veće posljedice spriječila je služba zaštite. Iako neoštećen u ratu, daljnjim neodržavanjem te prometom građevinskih strojeva, most je u prilično lošem stanju. U proljeće 2019. izvršene su konzervatorsko-restauratorske mjere sanacije mosta, čime su stvorene pretpostavke za njegovu potpunu sanaciju i rekonstrukciju.

## Vanjske poveznice
- Zaboravljena ćuprija iz Čapljine (Arheološki portal, objavljeno 30. listopada 2013.)